# Unisław Śląski

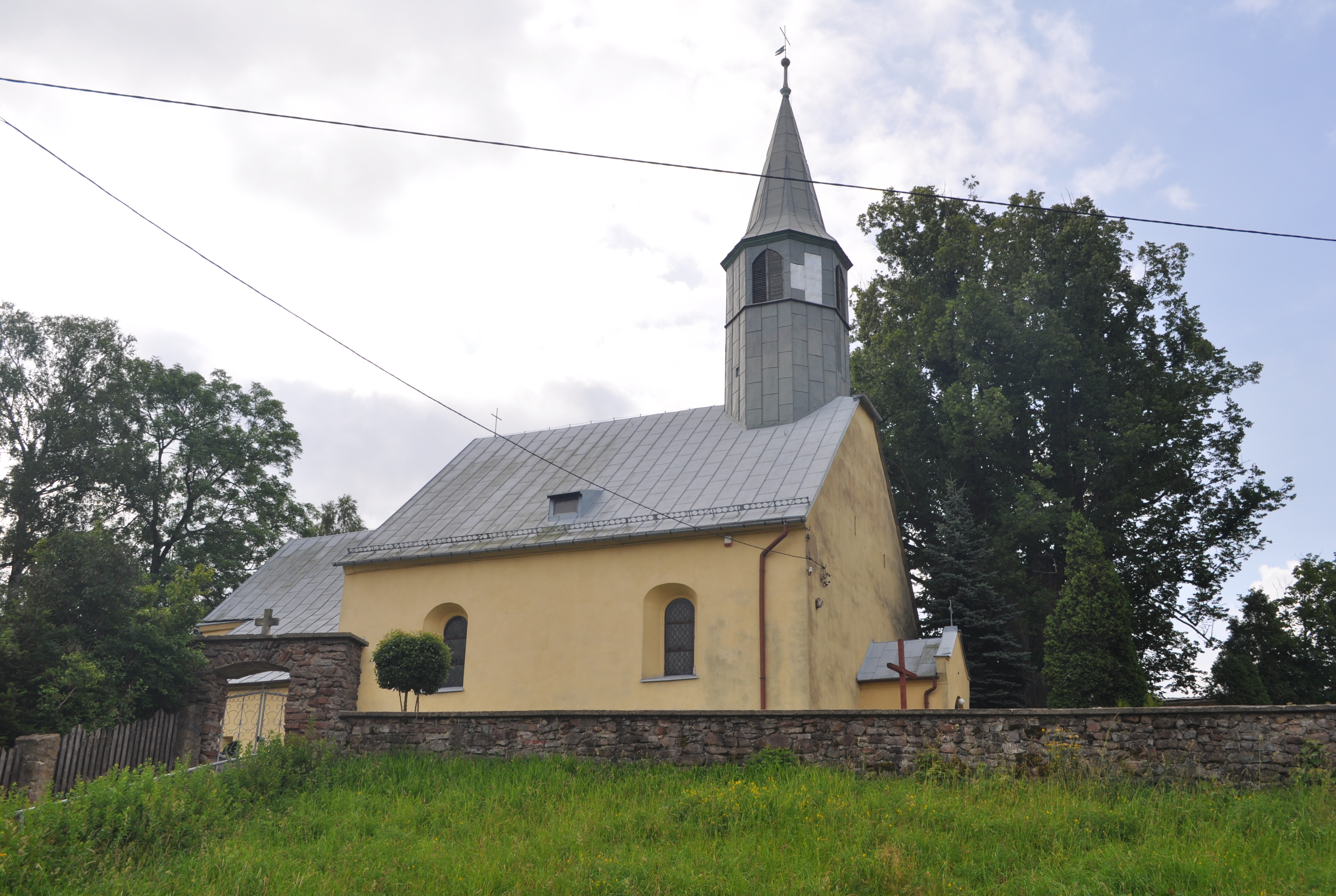
Kirche Mariä Himmelfahrt

Unisław Śląski (deutsch Langwaltersdorf) ist ein Ort in der Stadt- und Landgemeinde Mieroszów im Powiat Wałbrzyski der Woiwodschaft Niederschlesien in Polen. Es liegt acht Kilometer nördlich von Mieroszów (Friedland in Schlesien).

## Geographie
Unisław Śląski liegt im Waldenburger Bergland an der oberen Steine. Nachbarorte sind Wałbrzych (Waldenburg) im Norden, Jedlina-Zdrój im Nordosten, Rybnica Leśna im Osten, Głuszyca im Südosten, Sokołowsko im Süden, Kochanów im Südwesten und Boguszów-Gorce im Nordwesten. Zwischen dem südöstlich liegenden 900 m hohen Buchberg (Bukowiec) und dem 928 m hohen Dürreberg (Suchawa) liegt die Ruine der Freudenburg. Sie befindet sich in der Nähe der Andreasbaude (Andrzejówka), die über eine Stichstraße von Rybnica Leśna aus erreicht wird.

## Geschichte
Die Besiedlung des oberen Steinetales, das damals verwaltungsmäßig zum Glatzer Land gerechnet wurde, erfolgte um 1250 durch das Benediktinerkloster in Politz. Erstmals erwähnt wurde Langwaltersdorf im Jahre 1350 als Walthiersdorf in einer Aufzählung der zum böhmischen Burgbezirk der Freudenburg gehörenden Ortschaften. Zusammen mit der Freudenburg gelangte es um 1359 an das Herzogtum Schweidnitz, mit dem es nach dem Tod des Herzogs Bolko II. 1368 erbrechtlich an Böhmen fiel. Allerdings stand Bolkos Witwe Agnes von Habsburg bis zu ihrem Tod 1392 ein Nießbrauch zu. In den Hussitenkriegen wurde Langwaltersdorf zerstört und Ende des 15. Jahrhunderts wieder aufgebaut. Ab 1509 befand sich Langwaltersdorf im Besitz der Reichsgrafen von Hochberg (Hohberg; Hohberg) auf Fürstenstein und gehörte zeitweise zu deren Herrschaft Friedland. 1619 wurde die Kolonie „Buschhäuser“ errichtet, die später als Niederwaltersdorf bezeichnet wurde. Im Dreißigjährigen Krieg wurde Langwaltersdorf zerstört. Kirchlich gehörte es bis 1654 zum Erzbistum Prag. 
Nach dem Ersten Schlesischen Krieg fiel Langwaltersdorf zusammen mit dem größten Teil Schlesiens 1742 an Preußen. Im selben Jahr wurden ein evangelisches Bethaus sowie eine evangelische Schule errichtet. 1781 erfolgte der Bau der sogenannten Kohlenstraße Fellhammer-Langwaltersdorf. Nach der Neugliederung Preußens gehörte es seit 1815 zur Provinz Schlesien und war ab 1816 dem Landkreis Waldenburg eingegliedert, mit dem es bis 1945 verbunden blieb. Von wirtschaftlicher Bedeutung war neben der Landwirtschaft die Leinenweberei, die sich ab Anfang des 19. Jahrhunderts entwickelte. Seit 1874 bildete Langwaltersdorf eine eigene Landgemeinde und war Sitz des gleichnamigen Amtsbezirks, zu dem auch die Landgemeinden Althain, Neuhain, Reimswaldau und Steinau gehörten. 
Im Jahr 1911 erhielt Langwaltersdorf einen eigenen Haltepunkt an der seit 1878 eröffneten Bahnstrecke Niedersalzbrunn–Halbstadt. 1934 wurde der Ortsteil Niederwaltersdorf nach Schmidtsdorf eingemeindet. 1939 betrug die Zahl der Einwohner 1099.
Als Folge des Zweiten Weltkriegs kam Langwaltersdorf 1945 unter polnische Verwaltung und wurde in Unisław Śląski umbenannt. Die deutsche Bevölkerung wurde vertrieben. Die neuen Bewohner waren zum Teil ebenso Heimatvertriebene aus Ostpolen. 
In den Jahren 1975 bis 1998 gehörte Unisław Śląski zur Woiwodschaft Wałbrzych (Waldenburg).

## Sehenswürdigkeiten
- Die Filialkirche Mariä Himmelfahrt wurde Anfang des 16. Jahrhunderts im Stil der Renaissance an der Stelle eines gotischen Vorgängerbaus von 1360 errichtet und im 19. Jahrhundert renoviert. Altar, Kanzel und Taufstein stammen aus dem Jahr 1598. Mehrere Epitaphe aus dem 17./18. Jahrhundert. Die Kirche ist von einer Mauer umgeben.
- Die evangelische Kirche wurde 1742 als Bethaus errichtet und im 19. Jahrhundert umgebaut. Nach dem Zweiten Weltkrieg wurde sie dem Verfall preisgegeben. Ruinen sind erhalten.

## Persönlichkeiten
- Martin Sternagel (1893–1943), deutscher Maler